# Plato pupu
El plato pupu es una receta típica de la cocina sinoamericana y hawaiana, que consiste en una bandeja con un surtido de aperitivos de carne y marisco. El plato pupu tradicional, según la receta sinoamericana, suele contener alimentos como rollos de huevo, spareribs, alitas de pollo, tiras de pollo, ternera al estilo teriyaki, espetos de ternera, wantán frito, rangoon de cangrejo y gambas fritas, entre otros, acompañados por una pequeña parrilla hibachi.
El plato pupu fue probablemente introducido en los restaurantes estadounidenses del continente por Don the Beachcomber, en 1934. Desde entonces, esta receta se ha convertido en un distintivo de los bares tiki como "Don the Beachcomber" y "Trader Vic's". El primer documento impreso que acredita la presencia de este plato en el menú de un restaurante chino es de 1969.
Posteriormente, otros tipos de restaurante utilizaron el término "plato pupu" para referirse a un plato combinado de aperitivos. Sin embargo, esta receta se ha asociado más a los restaurantes de cocina sinoamericana desde principios del siglo XXI.

## Historia

### Origen y etimología hawaianos
En el idioma hawaiano, pū-pū hace referencia a un relish, aperitivo o canapé; esta palabra significaba originalmente "marisco", pero también se refería a cualquier relish de pollo, pescado o plátano cortado en pedazos pequeños y servido con kava y judías.

### En la cocina hawaiana
Desde la introducción de los establecimientos de hostelería y restauración comerciales en Hawái, esta receta está considerada como un alimento habitual en las islas. Un establecimiento que sirva "pupus pesados" a menudo dispone de un bufé con bandejas calientes con carne de pollo, tempura de verduras, gambas, poke (pescado crudo cortado en taquitos y sazonado), pequeñas brochetas de carne teriyaki o carne de pollo, sushi, y otros alimentos similares. Por otra parte, un restaurante que sirva "pupus ligeros" suele ofrecer únicamente aquellas comidas que se sirvan frías, como el poke, el sushi y las verduras. Algunos restaurantes sirven el pūpū directamente en la mesa.
En Hawái, en bares, restaurantes y eventos como mítines políticos y fiestas privadas, se valora a los establecimientos y anfitriones según la calidad de sus pupus. Las invitaciones a fiestas suelen especificar si van a servirse pupus "ligeros" o "pesados", a fin de que los invitados puedan decidir si tienen que comer o no antes de asistir al evento.
En el siglo XXI, el sencillo plato de pescado seco, pollo a la parrilla y rodajas de plátano ha evolucionado hasta convertirse en un plato de la alta cocina internacional, hecho con delicatessen de todo el mundo. La receta moderna puede contener tanto comida tradicional hawaiana como combinaciones exóticas de alimentos.

### En la cocina polinesia del resto de EE.UU.
En la cima del apogeo de la cultura tiki, el New York Herald Tribune publicó varios artículos sobre la apertura y la ambientación de uno de los primeros restaurantes de temática hawaiana, el "Luau 400", en la Calle 57 Este. En 1957, fecha de apertura de este establecimiento, se consideraba que los platos pupu eran una parte fundamental del luau, una fiesta tradicional hawaiana. Los pupu servidos en este local contenían almejas al horno, rumaki, gambas Vela (gambas fritas rebozadas, aderezadas con coco), alitas de pollo, rollitos de huevo, costillas o saté de Java en brochetas. Los aperitivos se servían sobre "una tabla giratoria hecha de madera de tamarindo y equipada con una pequeña parrilla encendida mediante briquetas de carbón." Las recetas de algunos de los alimentos que formaban parte de este plato fueron publicadas en 1960 por el Herald.
En un artículo sobre el resurgimiento de los bares tiki en el siglo XXI, publicado en 2010 por el New York Times, se hace mención a un plato pupu que incluye "huevos rellenos a la samoana, salchichas chinas y bolas de arroz, gambas al coco y chiles rellenos con salchichas de cerdo."